# Kortney Kane
Kortney Kane (Columbia, 31 luglio 1986) è un'ex attrice pornografica ed ex modella statunitense.

## Biografia
Nata a Columbia in Carolina del Sud, ha iniziato a lavorare come collaboratrice scolastica in una scuola privata all'età di 14 anni.
Nel 2010 ha iniziato la carriera come attrice pornografica dopo l'incontro con la collega Carmen Hart, partecipando a produzioni Brazzers, Bang Bros, Naughty America e di altri noti produttori, ottenendo diversi riconoscimenti. Nell'ottobre 2013 è stata scelta come Pet of the Month posando per la rivista Penthouse.
Nel 2017 con oltre 300 scene si è ritirata come attrice pornografica. Successivamente ha aperto una propria attività nel settore del fitness ed ha iniziato la commercializzazione di una sua linea di bikini.

## Riconoscimenti

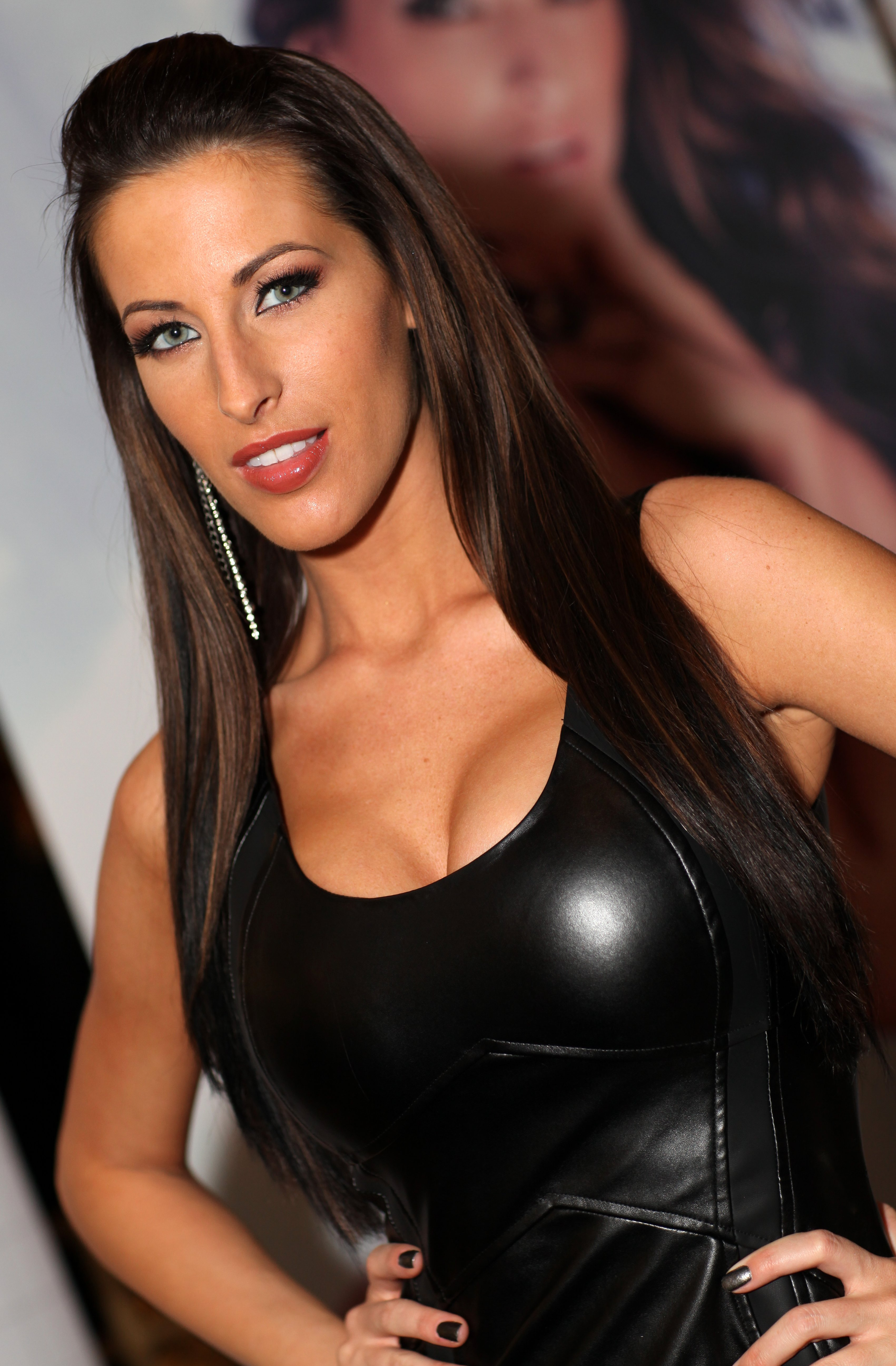
Kortney Kane nel 2013

- 2012: Juliland Award – Rookie of the Year[7]
- 2012: AVN Award (nomination) – Best Body[8]
- 2012: NightMoves Award (nomination) – Best Overall Body[9]
- 2012: XBIZ Award (nomination) – New Starlet of the Year[10]
- 2013: AVN Award (nomination) – Unsung Starlet of the Year[11]
- 2013: AVN Award (nomination) – Best Porn Star Website – KortneyKane.com[11]
- 2013: XBIZ Award (nomination) – Best Scene (Vignette Release) – Tonight’s Girlfriend 7 (con Alec Knight)[12]
- 2013: XBIZ Award (nomination) – Performer Site of the Year – KortneyKane.com[12]
- 2013: XRCO Award (nomination) – Unsung Siren[13]
- 2015: AVN Award (nomination) – Fan Award: Best Boobs[1]
- 2015: XBiz Award (nomination) – Best Scene - Vignette Release, Pornstars Like It Big 18[1]

## Filmografia parziale
- 2021: Perfect Fucking Strangers 26407
- 2017: I Do Thee Fuck
- 2017: JeshByJesh: Kortney Kane 2
- 2017: Pleasuring Her Pussy
- 2016: Big Mouthfuls 34
- 2016: Doctor's Pusscriptions 2
- 2016: Mirror Mirror (II)
- 2015: Big Tits in Sports 16
- 2015: Girls Massaging Girls 3
- 2015: Kortney Kane and Jessica Jaymes
- 2014: Me And My Girlfriend 7
- 2014: Sexual Appetite
- 2014: Kortney Kane
- 2014: Me and My Girlfriend 7
- 2014: Pornstars Like It Big 19
- 2013: Asa Akira's Massage Fantasies 5
- 2013: Girl Pals Go At It
- 2013: Kortney Kane Solo
- 2013: Kortney Kills 2
- 2013: My First Sex Teacher 15731
- 2013: Pussy Central
- 2013: Stepsister Licker
- 2012: Big Tits in Uniform 6
- 2012: Big Tits in Uniform 8
- 2012: Brazzers Live 25: Hosted By Sal Governale
- 2012: Cheerlickers
- 2012: Classroom Drama
- 2012: Kortney Kane Live
- 2012: Kortney Kane Solo
- 2012: Sensual Relaxation
- 2012: Titties n Lace
- 2012: Tonight's Girlfriend 7
- 2012: We Live Together 22
- 2011: Cockified
- 2011: Kortney's Slender Feet
- 2011: Molly's Life 11
- 2011: Payback's A Cock
- 2011: Real Wife Stories 9
- 2011: Wanna Touch Them
- 2010: Big Tits Boss 13
- 2010: First Time for Everything With Kortney Kane
- 2010: Ho Ho Ho
- 2010: I Want Cock Now
- 2010: Paste My Face 17